# Jaume Nualart i Maymí
Jaume Nualart i Maymí (Cassà de la Selva, Gironès, 1916 - Barcelona, 1989) fou un sociòleg i polític català. Integrat de ben jove en els moviments del catalanisme catòlic, fou membre de la Federació de Joves Cristians de Catalunya i un dels fundadors de l'Orientació Catòlica i Professional del Dependent i de l'Institut Catòlic d'Estudis Socials de Barcelona. Fou membre del consell de govern de CC i participà en l'organització de les Cases del Congrés Eucarístic, en la creació de la Cooperativa la Puntual (Nou Barris). Es distingí per la seva recerca de catalanització de l'església. També va destacar pels seus estudis sobre el barraquisme a la ciutat de Barcelona.
A les eleccions generals espanyoles de 1977 tancà la llista de Barcelona del Pacte Democràtic per Catalunya. El 23 de juny de 1980 fou nomenat director general de Serveis Socials de la Generalitat de Catalunya i el 1985 president del Consell Assessor d'Atenció Primària. Juntament amb Rosa Barenys és considerat un dels artífex de la primera Llei de Serveis Socials de Catalunya.